# パケット通信
パケット通信（パケットつうしん）は、端末からのデータをPAD (Packet Assembly Disassembly) でパケットに変換して伝送し、交換設備の記憶装置に蓄積し、中継伝送路の空いている時間に送り出し、受信側の交換機の記憶装置に蓄積された後送出され、PADで元のデータに変換され相手先の端末に届く通信方式である。蓄積交換（通信方式）とも呼ばれる。長いメッセージが短いパケットに細分される通信ネットワークを介してメッセージを送信する方法の一つである。
電気通信では 、 デジタルネットワークを介して送信されるデータをパケットにグループ化する方法である。 パケットは、 ヘッダーとペイロードで構成される。 ヘッダー内のデータは、ネットワークハードウェアがパケットを宛先に送信するために使用され、そこでペイロードが抽出され、 アプリケーションソフトウェアによって使用される。 パケット交換は、世界中のコンピュータネットワークにおけるデータ通信の主要な基盤である。
1960年代初頭、アメリカのコンピューター科学者ポール・バランは、 RAND Corporationの研究プログラムの一環として、電気通信メッセージのフォールトトレラントで効率的なルーティング方法を提供することを目的として、 分散適応メッセージブロックスイッチングの概念を開発した。 この概念は、 ベルシステムでの電気通信の発達によって例証された、ネットワーク帯域幅の事前割り当ての当時確立された原則に矛盾していた。 新しい概念では、1965年に国立物理研究所（イギリス）でイギリスのコンピュータサイエンティストであるドナルド・デイビスが独立して活動するまで、ネットワーク実装者間の共鳴はほとんど見られなかった。 デイビスは、現代の用語であるパケットスイッチングを作り上げ、その後の10年間で、米国のARPANETの設計にそのコンセプトを取り入れることを含め、数多くのパケットスイッチングネットワークに刺激を与えたとされている。 

## パケット交換
パケット交換（英: Packet Switching）は情報の小包をそこに書かれた宛先に基づいて逐次送り分けることである。
伝送路を通信相手向けへ切り替えてそこに宛先の無い情報を流し込む回線交換（英: Circuit Switching）と対比される。パケット交換に基づくネットワークの代表例としてはインターネットが挙げられる。回路交換に基づくネットワークの代表例としては公衆交換電話網が挙げられる。パケット交換方式で構成されたネットワーク上でおこなわれる通信をパッケット通信という。

## 概念

ネットワークを介したパケット交換のデータグラムタイプを示すGIFアニメーション

パケット交換により、 統計的多重化または動的帯域幅割り当て技術を使用して必要に応じて送信リソースを割り当てるコンピュータネットワーク上で、パケットのシーケンスとして実現される可変ビットレートのデータストリームを配信できる。 スイッチやルーターなどのネットワークハードウェアを通過するときに、パケットが受信、バッファー、キューに入れられ、再送信（ 保存および転送 ） されるため、リンク容量とネットワーク上のトラフィック負荷に応じて、レイテンシとスループットが変化する。 パケットは通常、非同期で使用してノードの中間ネットワークによって転送されている最初のアウト、最初にバッファリングが、いくつかのスケジューリング規律に従って転送することができる公平キューイング 、 トラフィックシェーピング 、または差別や保証のためのサービス品質のような、 重み付き公平キューイングまたは漏れやすいバケツ 。 パケットベースの通信は、中間転送ノード（スイッチとルーター ）の有無にかかわらず実装できる。 共有物理メディア（無線または10BASE5など ）の場合、パケットは多元接続方式に従って配信される 。
パケット交換は、別の主要なネットワーキングパラダイムである回線交換とは対照的である。この方法は、ノードごとに一定のビットレートとレイテンシを持つ通信ネットワークごとに専用のネットワーク帯域幅を事前に割り当てる方法である。 セルラー通信サービスなどの有料サービスの場合、回線交換はデータが転送されない場合でも接続時間の単位あたりの料金で特徴付けられるが、パケット交換は文字などの送信される情報単位あたりの料金で特徴付けられる場合がある、パケット、またはメッセージ。
パケットスイッチには、入力ポート、出力ポート、ルーティングプロセッサ、スイッチングファブリックの4つのコンポーネントがある。 

## 歴史
データの小さなブロックを切り替える（=パケット通信）という概念は、1960年代初頭（1962年に内部提示・1964年に最終提案）にアメリカ空軍のシンクタンクであるランド研究所のポール・バランが、1965年にイギリス国立物理学研究所のドナルド・デービスが、それぞれ独立して提唱した。
2人の研究は理論としてはほぼ同じであるが、開発経緯とその背景にあった条件は大きく異なる。バランの提唱の目的が「核戦争下」での通信の生き残りであったのに対して、デービスの研究の目的は通信の品質改善であった。バランは、1961年に空軍から核戦争下での通信手段の生き残りを検討するように依頼された。バランは「破壊された通信施設」を用いる事を前提条件として「中央ノードを設けない」「情報をデジタルに置き換える」「データを1024bitのかたまりに小分けする」「データはどういう経路を辿っても構わない」などを骨子とする論文を示した。これがOn Distributed Communications Networks.（「分散型コミュニケーションネットワーク」）である。実際に核攻撃下に晒された場合どの程度のサバイバル性が認められるかについては議論の余地がある。
一方で、デービスは将来的に予想されうるトラフィックの増大、通信されるデータの品質向上などを視野に入れ、これに適した通信方法を模索したが、驚くべきことに、たどり着いた結論はバランのそれと同じであった。唯一デービスがこの通信方式に独自の特徴を残した点があるとすれば小分けされたデータに「小包」を意味する「パケット」という名前を与えた点にある。
バランの研究は、通信網を押さえるAT&Tに提案したが却下され、空軍に採用されず、長いこと忘れ去られていた。一方でARPANETに対して「パケット通信」という通信手段を提供したのはデービスの研究である。
1950年代後半、 米空軍は半自動地上環境 （SAGE）レーダー防衛システム用の広域ネットワークを確立した。 彼らは、対応を可能にするために核攻撃を生き延び、敵による先制攻撃の利点の魅力を減少させるシステムを求めた（ 相互保証破壊を参照）。  バランは、空軍イニシアチブをサポートするために、 分散型適応メッセージブロックスイッチングの概念を開発した。  このコンセプトは、1961年の夏にブリーフィングB-265として最初に空軍に提示され、 は1962年にRANDレポートP-2626として公開され 、最後に1964年にレポートRM 3420として公開された レポートP-2626は、大規模な分散型で存続可能な通信ネットワークの一般的なアーキテクチャについて説明している。 作業は3つの主要なアイデアに焦点を当てている。2つのポイント間に複数のパスを持つ分散ネットワークの使用、ユーザーメッセージのメッセージブロックへの分割、およびストアアンドフォワードスイッチングによるこれらのメッセージの配信。
デイビスは1965年に同様のメッセージルーティングコンセプトを開発した。 彼はそれを単にパケット交換と呼び、英国に全国的なネットワークを構築することを提案した。  彼は1966年にこの提案について講演し、その後、国防省 （MoD）の担当者がバランの仕事について彼に話した。 DaviesのチームのメンバーであるRoger Scantleburyは、1967 年のオペレーティングシステム原則に関するシンポジウムでLawrence Robertsに会い、ARPANETでの使用を提案した。  Daviesは、1024ビットのパケットサイズなど、Baranと同じパラメータを彼の元のネットワーク設計に選択していた。 1966年、デービスはNPLのニーズに応え、パケット交換の実現可能性を証明するために、研究所でネットワークを構築することを提案した。 1969年のパイロット実験の後、 NPLデータ通信ネットワークは1970年にサービスを開始した。 
Leonard Kleinrockは、1961-2年にMITで博士論文のキューイング理論に関する研究を行い、1964年にメッセージ交換の分野で本として出版した。  1968年、ローレンスロバーツはUCLAのクラインロックと契約し、1970年代初頭にネットワークの開発を支えたARPANETのパフォーマンスをモデル化する理論的な作業を実行した。  NPLチームは、 データグラムネットワークを含むパケットネットワークのシミュレーション作業も行った。 
1970年代初頭にLouis Pouzinによって設計されたフランスのCYCLADESネットワークは、 エンドツーエンドの原則として知られるようになったものを採用し、パケット交換ネットワーク上のデータの信頼性の高い配信をホストに 任せた最初のネットワークである。これは、ネットワーク自体の一元化されたサービスではない。
1974年5月、 Vint CerfとBob Kahnは、ノード間でパケット交換を使用してリソースを共有するためのインターネットワーキングプロトコルであるTransmission Control Programについて説明した。  その後、TCPの仕様はRFC 675    （ インターネット伝送制御プログラムの仕様 ）、1974年12月にVint Cerf、 Yogen Dalal 、Carl Sunshineが作成。  このモノリシックプロトコルは、 インターネットプロトコル （ IP）の上に伝送制御プロトコル （ TCP ）として後に階層化された。
相補型金属酸化膜半導体 （ CMOS ） VLSI （very- 大規模集積 、高速の開発につながっ）技術ブロードバンド 1990  –  1980年代にパケット交換。 

## 特徴

### 利点
- 複数の端末で伝送路や交換設備の共有が可能で、それらの利用効率が良い。
- データが一度蓄積されるので異なる速度の端末装置同士の通信が容易である。
- 伝送路や交換設備が複数繋がれている場合、通信途中での動的な経路選択が容易であり、障害に強い。
- データを一度蓄積しており、誤り検出した場合に再送信を求めることが可能なため、データ誤りの無い通信を提供できる。

### 欠点
- パケット通信を行っているため、RAS (Remote Access Service) で直接データ通信できないという問題がある。64kPIAFS通信などでは、その通信方式に対応したターミナルアダプタ (TA) を配置することで直接にデータ通信が可能であったが、パケット通信ではパケットの組み立て分解を行うサーバを介する必要がある。このため、通常はISP経由での接続を行うことが多い。
- 実効通信速度の保障を行いにくい。
- 輻輳やパケットロスにより、伝送遅延時間が変動する。

## 回線構成
PADを持たない端末装置の場合、外付けしてパケット通信網に接続する。
　|DTE|--|PAD|--|DCE|--|交換設備|--|中継回線|--|交換設備|--|DCE|--|PAD|--|DTE|
PADを持つ端末装置の場合、直接パケット通信網に接続する。
　|DTE + PAD|--|DCE|--|交換設備|--|中継回線|--|交換設備|--|DCE|--|PAD + DTE|
- DTE (Data Terminating Equipment) : データ端末装置
- PAD (Packet Assembly Disassembly) : パケット組み立て分解機能
- DCE (Data Circuit terminating Equipment) : データ回線終端装置

## 方式
- Virtual Call : 仮想回線 (Virtual Circuit) を設定してからデータを送信。
- コネクションレス型通信 : 事前の経路確保無しに、データ送信を開始

## コネクションレス型およびコネクション型モード
パケット交換は、に分類することができるコネクションとしても知られるパケット交換、 データグラム切り替え、及びコネクション型としても知られる、パケット交換仮想回線切替。 コネクションレス型システムの例としては、 イーサネット 、 インターネットプロトコル （IP）、およびユーザーデータグラムプロトコル （UDP）がある。 接続指向のシステムには、 X.25 、 フレームリレー 、 マルチプロトコルラベルスイッチング （MPLS）、および伝送制御プロトコル （TCP）が含まれる。
コネクションレスモードでは、各パケットは宛先アドレス、送信元アドレス、およびポート番号でラベル付けされる。 パケットのシーケンス番号でラベル付けされる場合もある。 この情報により、パケットが宛先までの経路を見つけるのに役立つ事前に確立されたパスが不要になるが、パケットヘッダーにはより多くの情報が必要になるため、サイズが大きくなる。 パケットは個別にルーティングされるが、異なるパスをたどることにより、 順序どおりに配信されないことがある。 宛先では、パケットのシーケンス番号に基づいて、元のメッセージが正しい順序で再構成される。 したがって、ネットワークはコネクションレス型ネットワーク層サービスしか提供しないが、 バイトストリームを運ぶ仮想回線がトランスポート層プロトコルによってアプリケーションに提供される。
接続指向の送信では、パケットが転送される前に、通信のパラメータを確立するためのセットアップフェーズが必要である。 セットアップに使用されるシグナリングプロトコルにより、アプリケーションはその要件を指定し、リンクパラメータを検出できる。 サービスパラメータの許容値は、ネゴシエートされる場合がある。 転送されるパケットには、アドレス情報ではなく接続識別子が含まれる場合があり、このコードと、パケットごとに異なる長さ、タイムスタンプ、シーケンス番号などの情報を含めるだけでよいので、パケットヘッダーを小さくできる。 この場合、宛先へのルートが発見され、接続が通過する各ネットワークノードのスイッチングテーブルにエントリが追加されるときに、接続セットアップフェーズ中にのみアドレス情報が各ノードに転送される。 接続識別子を使用する場合、パケットをルーティングするには、ノードがテーブルで接続識別子を検索する必要がある。
TCPなどの接続指向のトランスポート層プロトコルは、基盤となるコネクションレス型ネットワークを使用して接続指向のサービスを提供する。 この場合、 エンドツーエンドの原則により、ネットワーク自体ではなく、エンドノードが接続指向の動作に責任を負うことが規定されている。

## ネットワークでのパケット交換
パケット交換は、コンピューターネットワークなどのデジタル通信ネットワークで利用可能なチャネル容量の使用を最適化し、伝送遅延 （データがネットワークを通過するのにかかる時間）を最小限に抑え、通信の堅牢性を高めるために使用される。
パケット交換は、 インターネットおよびほとんどのローカルエリアネットワークで使用されている 。 インターネットは、さまざまなリンク層テクノロジーを使用するインターネットプロトコルスイートによって実装される。 たとえば、 イーサネットとフレームリレーは一般的である。 新しい携帯電話技術（ GSM 、 LTEなど ）もパケット交換を使用している。 これらのシステムでは、データを交換する前に通信当事者間で接続合意を確立する必要がないため、パケット交換はコネクションレス型ネットワーキングに関連付けられている。
X.25は、パケットスイッチング方式に基づいているにもかかわらず、 仮想回線をユーザーに提供するという点で、パケットスイッチングの注目すべき使用法である。 これらの仮想回線は可変長パケットを伝送する。 1978年に、X.25は最初の国際および商用パケット交換ネットワークである国際パケット交換サービス （IPSS）を提供した。 非同期転送モード （ATM）も、固定長のセルリレー接続指向のパケットスイッチングを使用する仮想回線技術である。
マルチプロトコルラベルスイッチング （MPLS）やリソース予約プロトコル （RSVP）などのテクノロジは、データグラムネットワーク上に仮想回線を作成する。 MPLSとその前身、およびATMは「高速パケット」テクノロジーと呼ばれている。 実際、MPLSは「セルのないATM」と呼ばれている。  仮想回路は、堅牢なフェイルオーバーメカニズムを構築し、遅延の影響を受けやすいアプリケーションに帯域幅を割り当てる場合に特に役立ちる。

## パケット交換ネットワーク
パケット交換ネットワークの歴史は、3つの重複する時代に分けることができる。X.25とOSIモデルが導入される前の初期のネットワーク、多くの郵便、電話、および電信会社がX.25インターフェースを持つネットワークを使用したX.25時代、そしてインターネット時代。 

### 初期のネットワーク
国立物理研究所 （NPL）でのパケットスイッチングの研究は、1965年の広域ネットワーク と1966年のローカルエリアネットワークの提案から始まった。  ARPANETの資金は、1966年にボブテイラーによって確保され、計画は1967年にラリーロバーツを雇ったときに始まった。 NPLネットワーク、ARPANET、およびSITA HLNは1969年に稼働した。 1973年にX.25が導入される前は 約20の異なるネットワーク技術が開発されていた。 2つの基本的な違いは、ネットワークのエッジにあるホストとネットワークコア間の機能とタスクの分割に関係していた。 エンドツーエンドの原則に従って動作するデータグラムシステムでは、ホストはパケットの規則正しい配信を保証する責任がある。 仮想コールシステムでは、ネットワークはホストへのデータのシーケンス配信を保証する。 これにより、ホストインターフェイスがシンプルになるが、ネットワークが複雑になる。 X.25プロトコルスイートはこのネットワークタイプを使用する。

#### AppleTalk
AppleTalkがによって開発されたプロトコルのネットワークの独自スイートであるAppleのために1985年にアップル社のMacintoshコンピュータを。 これは、1980年代から1990年代にかけてAppleデバイスが使用した主要なプロトコルでした。 AppleTalkには、集中型ルーターやサーバーを必要とせずにローカルエリアネットワークをアドホックで確立できる機能が含まれていた。 AppleTalkシステムは、アドレスを自動的に割り当て、分散ネームスペースを更新し、必要なネットワーク間ルーティングを構成した。 プラグアンドプレイのシステムでした。 
AppleTalk実装も、 IBM PCとその互換機、およびApple IIGS向けにリリースされた。 AppleTalkのサポートは、ほとんどのネットワークプリンター、特にレーザープリンター 、一部のファイルサーバー 、 ルーターで利用できた。 AppleTalkサポートは2009年に終了し、 TCP / IPプロトコルに置き換えられた。 

#### アルパネット
ARPANETは、インターネットの前駆ネットワークであり、パケットスイッチングテクノロジーを使用してTCP / IPスイートを実行するためのARPAのSATNETとともに、最初のネットワークの1つだった。

#### BNRNET
BNRNETは、 Bell-Northern Researchが内部で使用するために開発したネットワークである。 最初はホストは1つだけでしたが、多くのホストをサポートするように設計されていた。 BNRはその後、CCITT X.25プロジェクトに大きく貢献した。 

#### CYCLADES
CYCLADESパケット交換ネットワークは、 Louis Pouzinによって設計および監督されたフランスの研究ネットワークでした。 1973年に最初に実証され、それは初期のARPANET設計の代替案を模索し、一般的にネットワーク研究をサポートするために開発された。 これは、ネットワーク自体ではなく、 エンドツーエンドの原則を使用し、ホストがデータの信頼できる配信を担当する最初のネットワークでした。 このネットワークの概念は、後のARPANETアーキテクチャに影響を与えた。 

#### DECnet
DECnetは、2台のPDP-11 ミニコンピュータを接続するために1975年に最初にリリースされたDigital Equipment Corporationによって作成されたネットワークプロトコルのスイートである。  それは最初のピアツーピアネットワークアーキテクチャの1つに進化し、1980年代にDECをネットワーキングパワーハウスに変えた。最初は3 層で構築されていたが、後で（1982年に）7層OSI準拠のネットワークプロトコルに進化した。 DECnetプロトコルは、完全にDigital Equipment Corporationによって設計された。 ただし、DECnetフェーズII（およびそれ以降）は公開された仕様を備えたオープンスタンダードであり、Linux用を含むいくつかの実装がDECの外部で開発された。

#### DDX-1
DDX-1は日本PTTの実験的なネットワークでした。 回線交換とパケット交換が混在している。 DDX-2に引き継がれた。 

#### EIN
元々COST 11と呼ばれていたEuropean Informatics Network（EIN）は、1971年にイギリス、フランス、イタリア、スイス、 Euratomのネットワークをリンクするプロジェクトでした。 他の6つのヨーロッパ諸国もネットワークプロトコルの研究に参加した。 デレクバーバーがプロジェクトを指揮し、 ロジャースキャントルベリーが英国の技術的貢献を主導した。どちらもNPLからのものでした。  作業は1973年に始まり、 NPLネットワークとCYCLADESをリンクするノードを含め、1976年に稼働した。  EINのトランスポートプロトコルは、 国際ネットワーキングワーキンググループで採用されたプロトコルの基礎でした。  EINは1979年にユーロネットに置き換えられた。 

#### EPSS
実験的パケット交換サービス（EPSS）は、1975年に英国の学術コミュニティによって定義されたColored Bookプロトコルに基づく英国の郵便局通信の実験である。 1977年に運用を開始したとき、英国で最初の公共データネットワークでした。  Ferrantiはハードウェアとソフトウェアを提供した。 リンク制御メッセージ（確認とフロー制御）の処理は、他のほとんどのネットワークとは異なった。 

#### GEIS
General Electric Information Services（GEIS）として、 General Electricは情報サービスの主要な国際的プロバイダーでした。 同社はもともと、内部（大陸全体）の音声電話ネットワークとして機能する電話ネットワークを設計していた。
1965年、ワーナーシンバックの扇動で、この音声電話ネットワークに基づくデータネットワークは、GEの4つのコンピューター販売およびサービスセンター（スケネクタディ、ニューヨーク、シカゴ、フェニックス）を接続してコンピューターのタイムシェアリングサービスを促進するように設計された、明らかに世界初の商用オンラインサービス。 （GEコンピューターの販売に加えて、センターはコンピューターサービスビューローであり、バッチ処理サービスを提供していた。 彼らは最初からお金を失い、ハイレベルのマーケティングマネージャーであるSinbackはビジネスを好転させる仕事を与えられた。 彼は、ダートるでのケメニーの研究に基づいたタイムシェアリングシステム（GEからの貸し出しのコンピューターを使用していた）が有益である可能性があると判断した。 ワーナーは正しかった。 ）
数年後に国際化した後、GEISはオハイオ州クリーブランドの近くにネットワークデータセンターを設立した。 彼らのネットワークの内部の詳細についてはほとんど公開されていません。 （ Tymshareが彼らのネットワークTymnetを作成するためにGEISシステムをコピーしたと言う人もいるが） ）設計は冗長な通信リンクを備えた階層型でした。 

#### IPSANET
IPSANETは、 IPシャープアソシエイツがタイムシェアリングの顧客にサービスを提供するために構築したセミプライベートネットワークでした。 1976年5月に営業を開始した。

#### IPX / SPX
インターネットワークパケット交換 （IPX）およびシーケンスパケット交換（SPX）は、それぞれXerox Network SystemsのIDPおよびSPPプロトコルから派生したNovellネットワークプロトコルである。 これらは、主にNovell NetWareオペレーティングシステムを使用するネットワークで使用されていた。 

#### Merit Network
ミシガン州の公立大学が管理する独立した非営利の501（c）（3）企業であるMerit Network、Inc. は、ミシガン州の3つの公立大学間のコンピュータネットワーキングを調査するミシガン州の教育研究情報トライアドとして1966年に設立された。国家の教育と経済の発展を助ける手段。  ミシガン州および全米科学財団 （NSF）からの最初のサポートにより、パケット交換ネットワークは1971年12月に、 ミシガン大学の IBM メインフレームコンピュータシステム間でインタラクティブなホスト間接続が確立されたときに初めて実証された。 アナーバーとデトロイトの ウェイン州立大学で。  1972年10月、 イーストランシングにある ミシガン州立大学の CDCメインフレームへの接続により、トライアドが完成した。 今後数年間、ホストからホストへのインタラクティブ接続に加えて、端末からホストへの接続、ホストからホストへのバッチ接続（リモートジョブの送信、リモート印刷、バッチファイル転送）をサポートするようにネットワークが強化された。インタラクティブファイル転送、 TymnetおよびTelenet パブリックデータネットワークへのゲートウェイ、 X.25ホストアタッチメント、X.25データネットワークへのゲートウェイ、 イーサネット接続ホスト、最終的にはTCP / IP 。さらに、 ミシガン州の公立大学がネットワークに参加した。   これらすべてが、1980年代半ばに始まるNSFNETプロジェクトにおけるMeritの役割の舞台となった。

#### NPL
1965年に、 National Physical Laboratory（英国）の Donald Daviesは、パケット交換に基づく全国データネットワークを設計および提案した。 この提案は全国的に取り上げられたわけではないが、1967年までに、 パイロット実験によりパケット交換ネットワークの実現可能性が実証された。 
1969年までに、デービスは学際的な研究室のニーズを満たし、運用条件下での技術を証明するために、 Mark Iパケット交換ネットワークの構築を開始した。  1976年には、12台のコンピューターと75台の端末デバイスが接続され 、さらに1986年にネットワークが置き換えられるまで追加された。 NPLに続いてARPANETは、パケットスイッチングを使用する最初の2つのネットワークであり、1970年代初頭に相互接続された。 

#### OCTOPUS
OCTOPUSはローレンスリバモア国立研究所のローカルネットワークでした。 ラボの雑貨のホストを、インタラクティブな端末や、大容量ストレージシステムを含むさまざまなコンピュータ周辺機器に接続した。 

#### フィリップスリサーチ
サリー州レッドヒルにある Philips Research Laboratoriesは、内部使用のためのパケット交換ネットワークを開発した。 これは、単一のスイッチングノードを持つデータグラムネットワークでした。 

#### PUP
PARCユニバーサルパケット （PUPまたはPup）は、2つの初期のインターネットワーク プロトコルスイートの 1つでした。 1970年代半ばにゼロックスPARCの研究者によって作成された。 スイート全体で、 ルーティングとパケット配信のほか、 信頼性の高いバイトストリームなどの上位レベルの機能と、多数のアプリケーションが提供された。 さらなる開発がXerox Network Systems （XNS）につながった。 

#### RCP
RCPはフランスのPTTによって作成された実験的なネットワークでした。 TRANSPACの仕様が確定する前に、パケットスイッチングテクノロジーの経験を積むために使用された 。 RCPは、 データグラムに基づいたCYCLADESとは対照的に、 仮想回線ネットワークでした。 RCPは、ターミナルからホストへの接続とターミナルからターミナルへの接続を強調した。 CYCLADESはホスト間の通信に関係していた。 TRANSPACはX.25ネットワークとして導入された。 RCPはX.25の仕様に影響を与えた

#### RETD
Red Especial deTransmisiónde Datosは、CompañíaTelefónicaNacional deEspañaが開発したネットワークである。 1972年に運用可能になり、最初のパブリックネットワークとなった。 

#### SCANNET
「実験的なパケット交換北欧通信ネットワークSCANNETは1970年代に北欧の技術図書館に実装され、最初の北欧の電子ジャーナルExtemploが含まれていた。 図書館はまた、マイクロコンピュータを1980年代初頭に公共で使用できるようにした大学で最初の図書館の1つでもあった。 

#### SITA HLN
SITAは航空会社のコンソーシアムである。 1969年にARPANETとほぼ同時に高レベルネットワークが稼働した。 それはインタラクティブなトラフィックとメッセージ交換トラフィックを運びた。 多くの非学術ネットワークと同様に、それについて発表されたものはほとんどない。 

#### システムネットワークアーキテクチャ
システムネットワークアーキテクチャ （SNA）は、1974年に作成されたIBM独自のネットワークアーキテクチャである。 IBMのお客様は、IBMからハードウェアとソフトウェアを入手し、共通の通信事業者から専用回線をリースして、プライベートネットワークを構築できる。 

#### テレネット
Telenetは、米国で最初のFCCライセンスのパブリックデータネットワークである。 Telenetは1973年に設立され、1975年に運用を開始した。 パケット交換技術を公開する手段として、 Bolt Beranek＆NewmanがLarry RobertsをCEOとして設立した。 彼はAT＆Tにテクノロジーの購入に興味を示しようとしたが、独占の反応はこれが彼らの将来と両立しないというものでした。 最初はARPANETテクノロジを使用していたが、ホストインターフェイスをX.25に、ターミナルインターフェイスをX.29に変更した。 1979年に公開され、GTEに売却された。 

#### Tymnet
Tymnetは、カリフォルニア州サンノゼに本社を置く国際データ通信ネットワークであり、仮想通話パケット交換テクノロジーを利用し、X.25、SNA / SDLC、BSC、およびASCIIインターフェイスを使用して、何千もの大企業、教育機関のホストコンピューター（サーバー）を接続した。そして政府機関。 ユーザーは通常、ダイヤルアップ接続または専用の非同期接続を介して接続する。 このビジネスは、ダイヤルアップユーザーをサポートする大規模なパブリックネットワークと、政府機関や大企業（主に銀行や航空会社）が独自の専用ネットワークを構築できるプライベートネットワークビジネスで構成されていた。 プライベートネットワークは、多くの場合、ゲートウェイを介してパブリックネットワークに接続され、プライベートネットワーク以外の場所に到達していた。 Tymnetはまた、米国内および国際的にX.25 / X.75ゲートウェイを介して数十の他のパブリックネットワークに接続されていた。 （興味深いメモ：TymnetはTyme氏にちなんで命名されなかった。 別の従業員が名前を提案した。 ） 

#### XNS
Xerox Network Systems （XNS）は、 ルーティングとパケット配信のほか、 信頼性の高いストリームやリモートプロシージャコールなどの高レベルの機能を提供するXeroxによって公布されたプロトコルスイートである。 これはPARC Universal Packet （PUP）から開発された。 

### X.25時代
X.25ネットワークには2種類あった。 DATAPACやTRANSPACなどの一部は、最初はX.25外部インターフェイスで実装されていた。 TELENETやTYMNETなどの一部の古いネットワークは、古いホスト接続スキームに加えてX.25ホストインターフェイスを提供するように変更された。 DATAPACはの合弁会社だったベル北研究によって開発されたベル・カナダ （共通キャリア）とノーザン・テレコム （電気通信機器サプライヤー）。 ノーザンテレコムは、 ドイツ連邦軍を含む外国のPTTにいくつかのDATAPACクローンを販売した。 X.75およびX.121は、国内のX.25ネットワークの相互接続を可能にした。 ユーザーまたはホストは、リモートネットワークのDNICを宛先アドレスの一部として含めることにより、外部ネットワーク上のホストを呼び出すことができる。 

#### AUSTPAC
AUSTPACは、 Telstraが運営するオーストラリアのパブリックX.25ネットワークである。 1980年代初頭にTelecom Australiaによって開始されたAUSTPACは、オーストラリアで最初の公衆パケット交換データネットワークであり、オンライン賭博、金融アプリケーション（AUSTPACを利用したオーストラリアの税務署）などのアプリケーションと、教育機関へのリモート端末アクセスをサポートしている。 AUSTPACとの接続を1990年代中頃から後半まで維持するケースもあった。 アクセスは、ダイヤルアップ端末を介してPADに 、または永続的なX.25ノードをネットワークにリンクすることによって行うことができる。 

#### ConnNet
ConnNet was a packet-switched data network operated by the Southern New England Telephone Company serving the state of Connecticut.

#### データネット1
Datanet 1は、 オランダのPTT Telecom（現在はKPNとして知られている）が運営する公衆交換データネットワークである。 厳密にのみネットワークとを介して接続されたユーザと呼ばDatanet 1話す専用線 （使用X.121 DNIC 2041）、名前は、公開と呼ばれるPADのサービス（DNIC 2049使用）Telepad。 また、メインのVideotexサービスはネットワークと変更されたPADデバイスをインフラストラクチャとして使用したため、これらのサービスにもDatanet 1という名前が使用された。 この名前の使用は正しくあったが、これらのサービスはすべて、 KPNの1つの部門内の同じ人々によって管理されていたため、混乱が生じた。 

#### Datapac
DATAPACは、最初の運用X.25ネットワーク（1976）でした。 それは主要なカナダの都市をカバーし、最終的にはより小さなセンターに拡張された。 

#### Datex-P
ドイツ連邦軍はドイツ国内でこの全国ネットワークを運営していた。 テクノロジーはノーザンテレコムから取得された。 

#### Eirpac
Eirpacは、 X.25およびX.28をサポートするアイルランドの公衆交換データネットワークである。 ユーロネットの後継として1984年に発売された。 EirpacはEircomによって運営されている 。 

#### Euronet
X.25プロトコルを使用して仮想回線を形成するユーロネットの開発に着手するために、1975年にロジカおよびフランスの企業SESAと契約した欧州経済共同体の 9つの加盟国。 それはEINに取って代わり、ネットワークが全国のPTTに引き渡される1984年まで、ヨーロッパの多くの国を結ぶネットワークを1979年に確立することでした。 

#### HIPA-NET
日立は、多国籍企業へのターンキーパッケージとして販売するプライベートネットワークシステムを設計した。 X.25パケットスイッチングの提供に加えて、メッセージスイッチングソフトウェアも含まれていた。 メッセージは、送信端末と受信端末に隣接するノードでバッファリングされた。 交換仮想呼び出しはサポートされていなかったが、「論理ポート」を使用することにより、発信元端末は事前定義された宛先端末のメニューを持つことができた。 

#### Iberpac
Iberpacはスペインのパブリックパケット交換ネットワークであり、X.25サービスを提供する。 IberpacはTelefonicaによって運営されている。 

#### IPSS
1978年に、X.25は最初の国際および商用パケット交換ネットワークである国際パケット交換サービス （IPSS）を提供した。

#### JANET
JANETは、英国の学術および研究ネットワークであり、すべての大学、高等教育機関、公的研究機関をリンクしていた。  Colored Bookプロトコルを使用したX.25ネットワークは、主にGEC 4000シリーズスイッチに基づいており、IPベースのネットワークに変換される前の最終フェーズで最大8 Mbit / sでX.25リンクを実行する。 JANETネットワークは、後にSERCnetと呼ばれる1970年代のSRCnetから成長した。 

#### PSS
パケットスイッチストリーム （PSS）は、英国の郵便局（後にブリティッシュテレコムになる）の全国X.25ネットワークで、DNICは2342である。 British TelecomはGSS（Global Network Service）の名前でPSSの名前を変更したが、PSSの名前はよりよく知られている。 PSSには、パブリックダイヤルアップPADアクセス、およびTelexなどの他のサービスへのさまざまなInterStreamゲートウェイも含まれていた。 

#### TRANSPAC
TRANSPACはフランスの全国的なX.25ネットワークでした。  カナダのDATAPACとほぼ同時にローカルで開発された。 開発はフランスのPTTによって行われ、実験的なRCPネットワークの影響を受けた。  1978年に営業を開始し、商用ユーザーだけでなく、 Minitelが始まった後は消費者にもサービスを提供した。 

#### VENUS-P
VENUS-Pは、1982年4月から2006年3月まで動作する国際X.25ネットワークである。 1999年のサブスクリプションのピーク時に、VENUS-Pは87か国で207のネットワークを接続した。 

#### Venepaq
ベネパックはベネズエラのX.25パブリックネットワークである。 Cantvによって実行され、直接接続とダイヤルアップ接続を許可する。 非常に低コストで全国規模のアクセスを提供する。 国内および国際的なアクセスを提供する。 Venepaqでは、直接接続では19.2 kbit / sから64 kbit / sまで、ダイヤルアップ接続では1200、2400および9600 bit / sまで接続できる。

### インターネット時代
ISPサブスクリプションの料金を支払うことができるすべての人がインターネット接続を利用できるようになったとき、国内ネットワークの違いは曖昧になった。 ユーザーは、DNICなどのネットワーク識別子を見なくなった。 回線交換などの一部の古いテクノロジーは、 高速パケット交換などの新しい名前で再浮上している。 研究者たちは、既存のインターネットを補完するいくつかの実験的ネットワークを作成した。 

#### CSNET
コンピュータサイエンスネットワーク （CSNET）は、1981年に運用を開始した米国国立科学財団（NSF）から資金提供を受けたコンピュータネットワークである。 その目的は、資金調達や承認の制限のためにARPANETに直接接続できない学術および研究機関のコンピューターサイエンス部門のために、ネットワークの利点を拡張することでした。 これは、全国的なネットワーキングの認知とアクセスの拡大に重要な役割を果たし、グローバルインターネットの発展への道のりの主要なマイルストーンでした。 

#### Internet2
Internet2は、研究および教育コミュニティ、業界、政府のメンバーが率いる非営利の米国コンピュータネットワーキング コンソーシアムである。  Internet2コミュニティは、 Qwestと提携して、1998年にAbileneと呼ばれる最初のInternet2ネットワークを構築し、 National LambdaRail （NLR）プロジェクトの主要投資家でした。  2006年、Internet2はLevel 3 Communicationsとのパートナーシップを発表し、全国規模の新しいネットワークを立ち上げ、容量を10 Gbit / sから100 Gbit / sに引き上げた。  2007年10月、Internet2は正式にAbileneを引退し、現在では、より大容量の新しいネットワークをInternet2 Networkと呼んでいる。

#### NSFNET

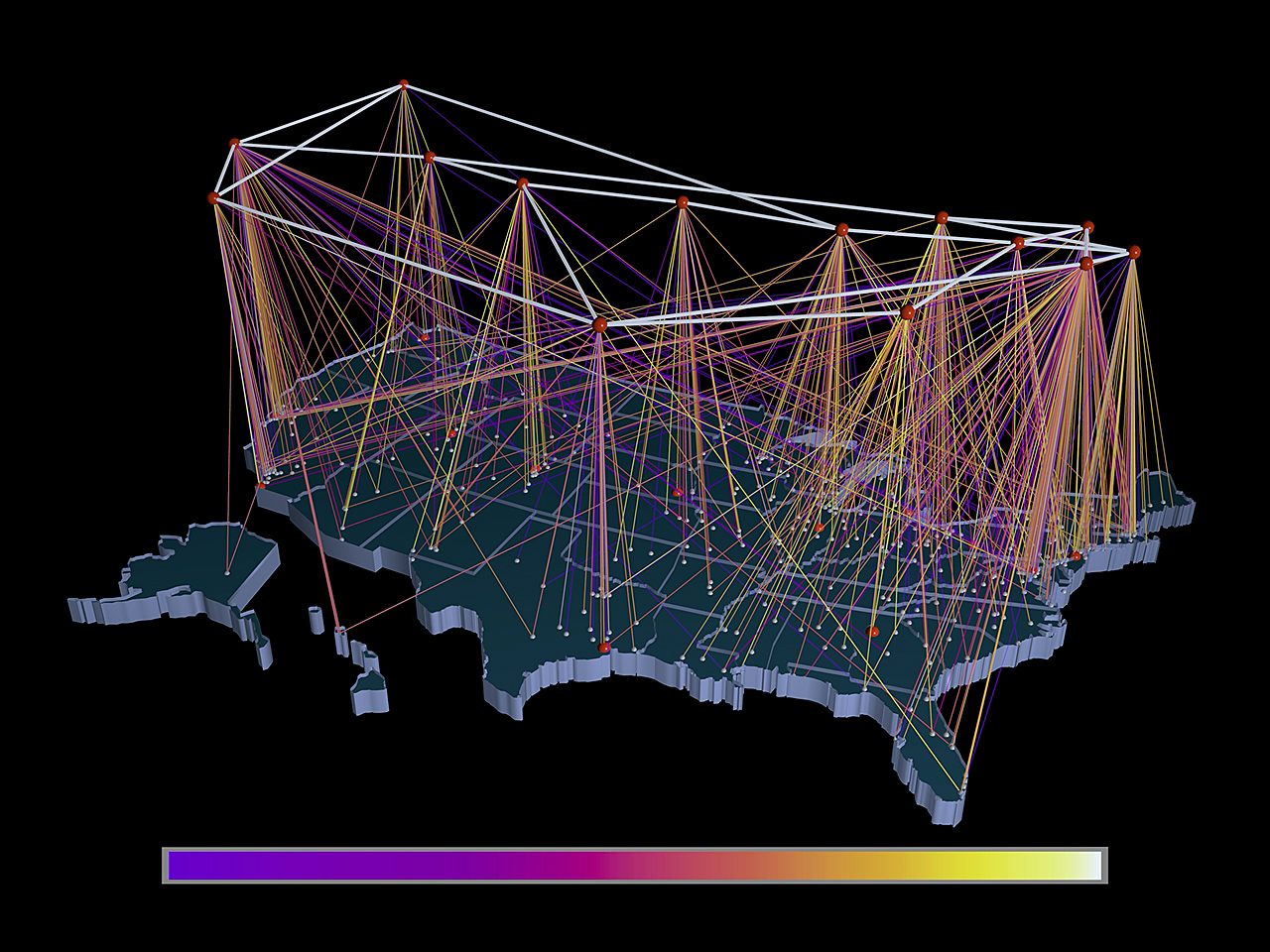
NSFNETトラフィック1991、NSFNETバックボーンノードが上部、地域ネットワークが下部に表示され、トラフィック量は紫（ゼロバイト）から白（1,000億バイト）まで表示され、 メリットネットワークによって提供されるトラフィックデータを使用してNCSAによって視覚化される 。

全米科学財団ネットワーク（NSFNET）は、1985年に開始された全米科学財団 （NSF）が後援し、米国における高度な研究および教育ネットワークを促進する、調整された進化するプロジェクトのプログラムである。  NSFNETは、1985〜1995年のNSFのネットワークイニシアチブをサポートするために構築された56 kbit / s、1.5 Mbit / s（T1）、および45 Mbit / s（T3）の速度で動作する全国的なバックボーンネットワークにも付けられた名前である。 当初は、さらなる公的資金と民間業界のパートナーシップを通じて、研究者を国のNSF資金によるスーパーコンピューティングセンターにリンクするために作成され、 インターネットバックボーンの主要部分に発展した。

#### NSFNET地域ネットワーク
5つのNSFスーパーコンピューターセンターに加えて、NSFNETは11の地域ネットワークへの接続を提供し、これらのネットワークを介して米国の多くの小規模な地域ネットワークおよびキャンパスネットワークへの接続を提供した。 NSFNET地域ネットワークは次のとおりである： 
- BARRNet、 カリフォルニア州パロアルトのベイエリア地域研究ネットワーク。
- カリフォルニア州 サンディエゴにあるCERFNET、 カリフォルニア教育および研究連盟ネットワーク 、カリフォルニアとネバダにサービスを提供。
- CICNet、 ミシガン州アナーバーにあるメリットネットワークを介した組織協力ネットワーク委員会 、および後にシカゴ郊外のアルゴンヌ国立研究所を介したT3アップグレードの一部として、ミシガン州インディアナ州イリノイのビッグテン大学とシカゴ大学にサービスを提供ミネソタ、オハイオ、ウィスコンシン。
- ミシガン州アナーバーにあるMerit / MichNetは、1966年に設立され、2016年の時点でまだ運用されている。 [108]
- アーカンソー州、アイオワ州、カンザス州、ミズーリ州、ネブラスカ州、オクラホマ州、サウスダコタ州にサービスを提供しているネブラスカ州リンカーンのMIDnet。
- NEARNET （ マサチューセッツ州ケンブリッジのニューイングランドアカデミックアンドリサーチネットワーク）は、 T3へのアップグレードの一部として追加され、1988年後半に設立され、 BBNと契約して運営されているコネチカット、メイン、マサチューセッツ、ニューハンプシャー、ロードアイランド、およびバーモントにサービスを提供している。 MIT、BBNは1993年7月1日にNEARNETの責任を引き受けた。 [109]
- ワシントン州シアトルにある NorthWestNetは、アラスカ、アイダホ、モンタナ、ノースダコタ、オレゴン、ワシントンにサービスを提供しており、1987年に設立された。 [110]
- NYSERNet 、ニューヨーク州立教育研究ネットワーク、 イサカ、ニューヨーク 。
- JVNCNet、 ニュージャージー州プリンストンにあるジョンフォンノイマン国立スーパーコンピューターセンターネットワーク、デラウェア州とニュージャージー州にサービスを提供。
- SESQUINET、中セスクセンテニアルネットワークヒューストン、テキサス州の150周年の際に創設され、 テキサス州 。
- SURAnetは、メリーランド州カレッジパークのサウスイースタン大学リサーチアソシエーションネットワークで、後にジョージア州アトランタ、アラバマ州、ジョージア州、ケンタッキー州、ルイジアナ州、メリーランド州、ミシシッピ州、ノースカロライナ州、サウスカロライナ州、テネシー州、バージニア州のT3アップグレードの一環として、 1994年にBBNに売却されたウェストバージニア州。そして
- ユタ州ソルトレイクシティとコロラド州ボルダーのウエストネット。アリゾナ州、コロラド州、ニューメキシコ州、ユタ州、ワイオミング州にサービスを提供している。

#### ナショナル・ラムダレール
ナショナル・ラムダレールは2003年9月に公開された。 これは、光ファイバー回線上を走る米国の研究教育コミュニティが所有および運営する12,000マイルの高速国営コンピューターネットワークである。 これは、最初の大陸横断10ギガビットイーサネットネットワークでした。 最大1.6 Tbit / sの高い総容量と40   Gbit / sビットレート、100の計画 ギガビット/秒。  アップグレードは行われず、NLRは2014年3月に運用を停止した。

#### TransPAC、TransPAC2、およびTransPAC3
TransPAC2およびTransPAC3は、TransPACプロジェクトの続きであり、アジア太平洋地域の研究および教育ネットワークを米国のネットワークに接続する高速国際インターネットサービスである。  TransPACは、NSFのInternational Research Network Connections（IRNC）プログラムの一部である。 

#### 超高速バックボーンネットワークサービス（vBNS）
超高速バックボーンネットワークサービスの一環として、（vBNS）は、1995年4月の行に来た国立科学財団 （NSF）がNSF主催の間の高速相互接続を提供するためのプロジェクト主催のスーパーコンピューティングセンターを、米国でのアクセスポイントを選択する。  ネットワークは、NSFとの協力協定に基づいてMCI Telecommunicationsによって設計および運用された。 1998年までに、vBNSは、 DS-3 （45 Mbit / s）、 OC-3c （155 Mbit / s）、およびOC-12c （すべてのOC-12cバックボーン上の622 Mbit / s）リンク。当時としては相当な技術的偉業である。 vBNSは、1999年2月に最初の本番OC-48c （2.5 Gbit / s） IPリンクの1つをインストールし、バックボーン全体をOC-48cにアップグレードした。 
1999年6月、MCI WorldComはvBNS +を導入した。これにより、NSFによって承認されていない、またはNSFからのサポートを受けていない組織によるvBNSネットワークへの接続が可能になった。  NSF契約の満了後、vBNSは主に政府へのサービス提供に移行した。 ほとんどの大学や研究センターは、インターネット2教育のバックボーンに移行した。 2006年1月、 MCIとVerizonが合併したとき vBNS +はVerizon Businessのサービスとなった。 

## 関連書籍
- Abbate, Janet (2000), Inventing the Internet, MIT Press, ISBN 9780262511155  Abbate, Janet (2000), Inventing the Internet, MIT Press, ISBN 9780262511155
- ハフナー、ケイティ、ウィザードが遅くまで続く（Simon and Schuster、1996）pp 52–67
- ノーバーグ、アーサー; O'Neill、Judy E. Transforming Computer Technology：Information processing for the Pentagon、1962-1982 （Johns Hopkins University、1996）